# إدوارد أوسبنسكي
إدوارد أوسبنسكي (الروسية: Эдуард Николаевич Успенский) (و. 1937  م-2018 م) هو كاتب سيناريو، وشاعر، ومنتج أفلام، وكاتب، وكاتب للأطفال، وكاتب مسرحي، ومذيع، من الاتحاد السوفيتي، ولد في ييغوريفسك.

## التعليم
تعلم في معهد موسكو للطيران.

## جوائز
حصل على جوائز منها:
- نيشان الاستحقاق الوطني في روسيا من الدرجة الرابعة (1997).

## وصلات خارجية
- إدوارد أوسبنسكي على موقع IMDb (الإنجليزية)
- إدوارد أوسبنسكي على موقع ميوزك برينز (الإنجليزية)
- إدوارد أوسبنسكي على موقع ديسكوغز (الإنجليزية)
- إدوارد أوسبنسكي على موقع قاعدة بيانات الفيلم (الإنجليزية)
- إدوارد أوسبنسكي على موقع كينوبويسك (الروسية)